# Jamie Bamber
Jamie St John Bamber Griffith (* 3. dubna, 1973) je britský herec. Jeho nejznámější role je Major Lee "Apollo" Adama v seriálu Battlestar Galactica a Archibald "Archie" Kennedy v Hornblower.

## Život
Bamber se narodil v Londýně irské matce Elizabeth (Liz) a americkému otci Ralphovi.
Vzdělával se na nezávislé škole St Paul's School v Londýně. Později začal navštěvovat London Academy of Music and Dramatic Art (LAMDA).

## Battlestar Galactica
V roce 2003 Bamber začal jako Lee 'Apollo' Adama, kapitán v Koloniální flotile, v minisérii Battlestar Galactica. Tato minisérie sloužila jako pilotní díl pro následný seriál. Battlestar Galactica je většinou točená ve Vancouveru v Britské Kolumbii.
Jako Lee Adama mluví Bamber se znatelným americkým přízvukem. Také si ztmavil vlasy, ve snaze co nejvíce se podobat Edwardu Jamesovi Olmosu, který hrál jeho otce.

## Osobní život
Bamber si roku 2003 vzal herečku Kerry Norton a mají spolu tři dcery: Isla Elizabeth Angela Griffith a dvojčata Darcy a Ava.
Norton se párkrát objevila jako Paramedic Layne Ishay v Battlestar Galactica. (Na rozdíl od Bambera, její postava mluví svou rodnou angličtinou.)
Má 5 bratrů a sestru, Anastasia Griffith, ze které je herečka.

## Filmografie

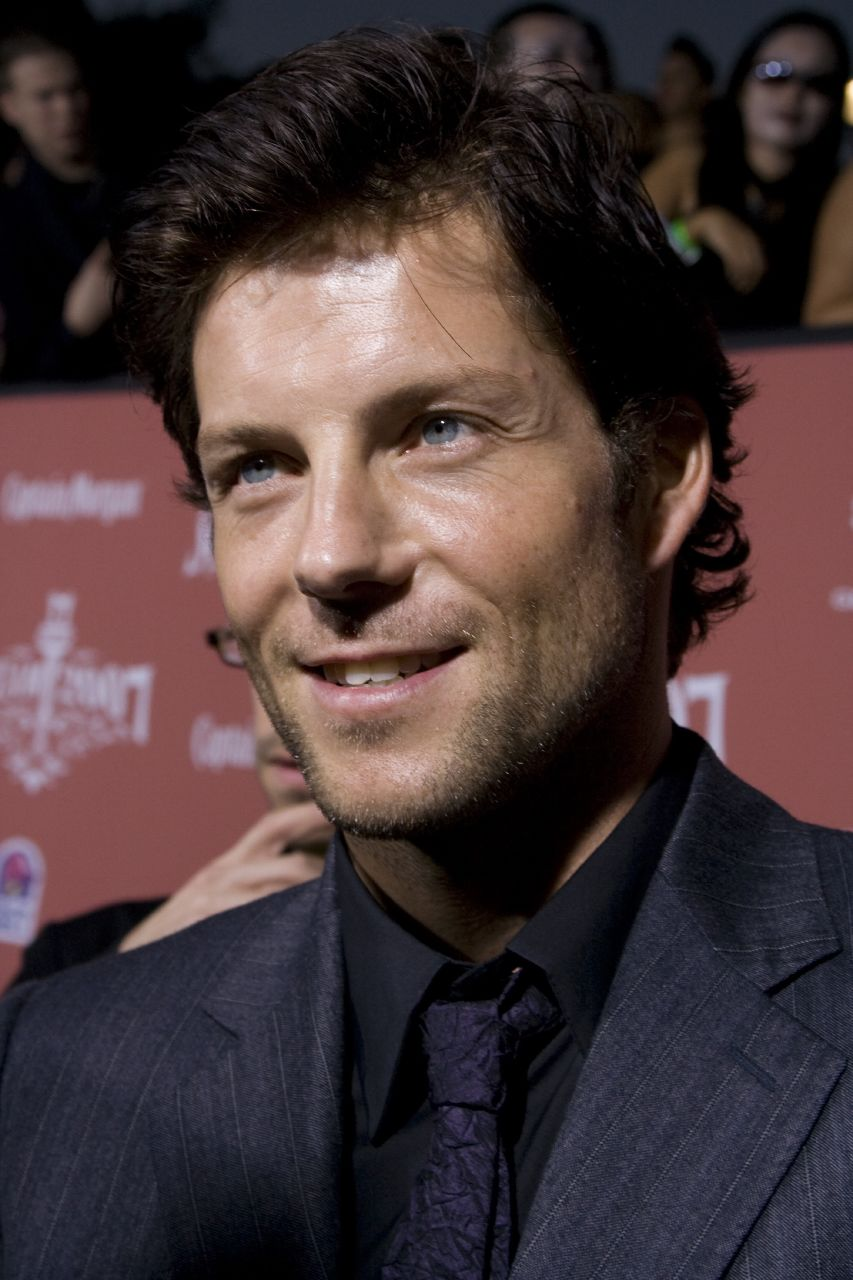
Scream Awards, 2007

### Film

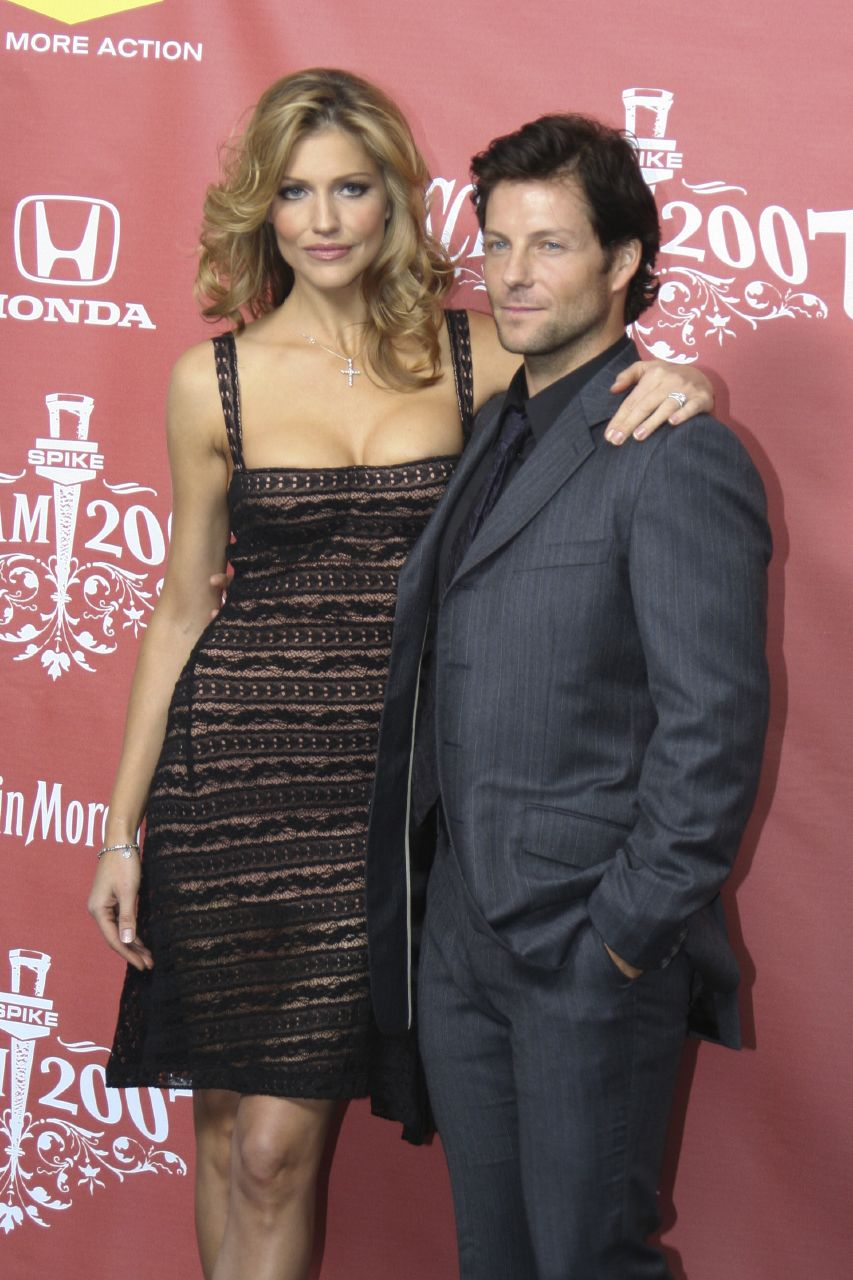
Jamie Bamber a Tricia Helfer

| Rok  | Název                                  | Role              | Poznámky     |
| ---- | -------------------------------------- | ----------------- | ------------ |
| 2001 | The Devil's Tattoo                     | Tom               |              |
| 2008 | Pulse 2: Posmrtný život                | Stephen           | přímo na DVD |
| 2012 | Un jour mon père viendra               | Stephen Astarti   |              |
| 2012 | Filly Brown                            | Sam               |              |
| 2012 | Tom a Jerry: Robin Hood a Veselý Myšák | Robin Hood (hlas) | přímo na DVD |
| 2013 | Before I Sleep                         | Paul              |              |
| 2014 | John Doe: Vigilante                    | John Doe          |              |
| 2015 | The Better Half                        | Jeff Ryan         |              |
| 2015 | Numb                                   | Will              |              |
| 2016 | Money                                  | John              |              |
| 2016 | A New York Christmas                   | Sam Martin        |              |
| 2017 | L'Embarras du choix                    | Paul              |              |

### Televize
| Rok             | Název                              | Role                      | Poznámky                                       |
| --------------- | ---------------------------------- | ------------------------- | ---------------------------------------------- |
| 1998–2001       | Hornblower série                   | Archie Kennedy            | 5 dílů                                         |
| 1999            | Červený Bedrník                    | Lord Tony Dewhurst        | díl: „The Scarlet Pimpernel“                   |
| 2000            | Lady Audley's Secret               | George Talboys            | TV film                                        |
| 2000            | Hercule Poirot                     | Ralph Paton               | díl: „Vražda Rogera Ackroyda“                  |
| 2001            | Bob Martin                         | James                     | díl: „Big Break“                               |
| 2001            | Braterstvo neohrožených            | Jack E. Foley             | mini-seriál, 3 díly                            |
| 2001–2002       | Venkovská praxe                    | Dr. Matt Kendal           | 8 dílů                                         |
| 2002–2003       | Ultimate Force                     | Lt. Dennis "Dotsy" Doheny | 8 dílů                                         |
| 2002            | Daniel Deronda                     | Hans Meyrick              | mini-seriál, 4 díly                            |
| 2003            | Battlestar Galactica               | Lee 'Apollo' Adama        | mini-seriál, 2 díly                            |
| 2004–2009       | Battlestar Galactica               | Lee 'Apollo' Adama        | hlavní role, 68 dílů                           |
| 2007            | Battlestar Galactica: Břitva       | Lee 'Apollo' Adama        | TV film                                        |
| 2007            | Odložené případy                   | Jack Kimball              | díl: „Krev na stopách“                         |
| 2007            | Posel ztracených duší              | Bryan Curtis              | díl: „The Walk-in“                             |
| 2007            | Poslední detektiv                  | Luke Clayhill             | díl: „Dangerous' Liaisons“                     |
| 2009–2011       | Law & Order: UK                    | DS Matt Devlin            | hlavní role (1.–5. řada), 32 dílů              |
| 2009            | Dům loutek                         | Martin Klar               | díl: „Sliby“                                   |
| 2011            | Vyděděnci                          | Mitchell Hoban            | díl: „Episode 1“                               |
| 2011            | Kriminálka Miami                   | Ronnie Hale               | díl: „Lovci tornád“                            |
| 2011            | Dr. House                          | Bob Harris                | díl: „Zpověď“                                  |
| 2012            | Tělo jako důkaz                    | Aiden Welles              | 3 díly                                         |
| 2012            | Prozíravost                        | Dr. Michael Hathaway      | 3 díly                                         |
| 2013            | Mezi životem a smrtí               | Dr. Tyler Wilson          | hlavní role, 10 dílů                           |
| 2013            | Star Trek Continues                | Mr. Simone                | internetový seriál, díl: „Pilgrim of Eternity“ |
| 2014            | The Smoke                          | Kev Allison               | hlavní role, 8 dílů                            |
| 2014–2015       | Rizzoli & Isles: Vřazdy na pitevně | Paul Wescourt             | 2 díly                                         |
| 2014–současnost | Námořní vyšetřovací služba         | Jake Malloy               | 6 dílů                                         |
| 2015            | Poslové                            | Vincent Plowman           | 3 díly                                         |
| 2015            | Major Crimes                       | Malcolm Rich              | díl: „Open Line“                               |
| 2016            | Marcella                           | DI Tim Williamson         | 7 dílů                                         |
| 2016            | Model Woman                        | Lio Fibonacci             | díl: „Pilot“                                   |
| 2017            | Fearless                           | Matthew Wild              | 5 dílů                                         |

### Videohry
| Year | Title                       | Role            |
| ---- | --------------------------- | --------------- |
| 2011 | Star Wars: The Old Republic | Různé hlasy     |
| 2013 | Grand Theft Auto V          | Místní populace |
| 2013 | Dead Rising 3               | Simon Merkin    |

## Ostatní práce
Bamber hrál také v divadle – roku 2005 byl dobře ohodnocen za svůj výkon Mefistofela v Doktoru Faustusovi. Stejně tak se objevoval v rádiu. Hrál hlavní role jako Sebastian Flyte v Brideshead Revisited a Philip v Where Angels Fear to Tread pro BBC Radio 4.